# منطقه حفاظت‌شده تلاس
منطقه حفاظت‌شده تلاس (به لاتین: Talas Integrated Reserve) یک حفاظت‌شده در قرقیزستان است که در استان تلاس واقع شده‌است.